# رسمه‌کیوو
رسمه‌کیوو (انگلیسی: Resmekeyevo) یک شهرک در شهرستان چکماگوشفسکی استان باشقیرستان کشور روسیه است.